# 永兴社区
永兴社区，是中华人民共和国海南省三沙市西沙区的一个社区，地处南海西沙群岛永兴岛。
永兴岛于20世纪末便开始形成渔民村并逐渐扩大，21世纪初，随着南海远洋捕捞业的开发，从琼海、文昌、万宁等地到西沙群岛各岛居住和从事海洋捕捞的渔民不断增加，当时永兴岛上缺乏统一的管理机构，故2006年12月25日，西沙工委组织召开驻岛居民、渔民大会，选举了永兴居民委员会领导，居委会于26日正式成立、挂牌办公。2009年11月，经海南省人民政府授权，西、南、中沙群岛办事处决定，居委会改为永兴岛村委会，为彼时中国最南端的基层组织，8日，永兴村正式成立，管辖永兴岛上一南一北两个渔民村落的渔民38户近200人。
2013年6月24日，三沙市委市政府将村委员会再次升格为居民委员会，随后先后兴建了社区居委会综合保障楼、定居点等设施，定居点包括19栋两层楼房，筑面积约4566平方米。
2017年永兴渔民村被评为海南省“三星级美丽乡村”。

## 南村与北村
南村与北村最初是由西、南、中沙群岛办事处根据永兴岛渔民的情况划分确立的，也是当地村民根据其地理位置和形态对岛上居民点的俗称；2006年，岛上二村申请合并，在2009年批复成立永兴村时正式合并，此后南北村降级为自然村，其名沿用至今。其中北村位于祖国母亲雕像附近，因岛屿其他地方的设施完善现已无人居住。